# Pisarei

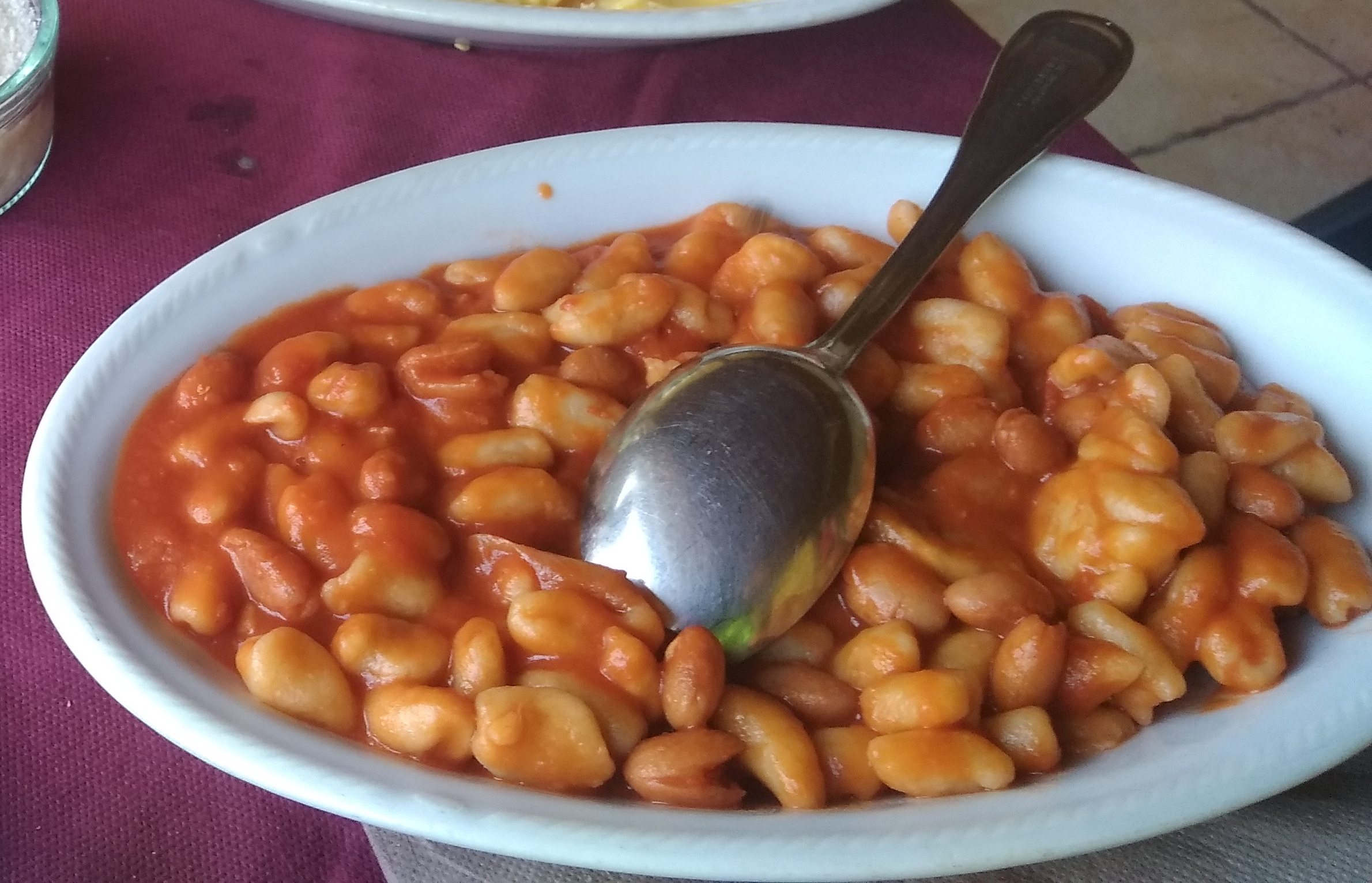
Pisarei e fasò

Pisarei sind eine italienische Pastasorte. Die Teigwaren sind eine Spezialität aus der emilianischen Stadt Piacenza und der gleichnamigen Provinz in der Emilia-Romagna. Unter dem Namen Pisaren sind sie auch im Piemontesischen und in der Lombardei bekannt.

## Zubereitung
Ihr Teig besteht aus einer Mischung aus vorher in Wasser eingeweichtem Panier- und Weichweizenmehl. Je nach Rezept kann zum Einweichen das Wasser mit Milch vermischt oder vollständig durch Milch ersetzt werden. In der Vergangenheit wurde der Teig nur aus geriebenem trockenem Weißbrot oder Brötchen gefertigt. Andere als traditionell beschriebene Zubereitungstechniken besagen, dass das alte Brot in Salzwasser gekocht und die so entstandene cremeartige Flüssigkeit mit Mehl vermischt und zu einem Teig verarbeitet wurde.
Aus dem Teig wird eine dünne etwa bleistiftdicke Rolle geformt, die in kleine Stücke geschnitten wird. Anschließend werden die Gnocchetti auf einer Seite mit dem Daumen eingedrückt, damit sie die Sauce besser aufnehmen und wodurch sie ihre charakteristische muschelähnliche Form erhalten.
Pisarei werden in Piacenza und Umgebung traditionell mit einer Sauce aus Tomaten und Bohnenkernen als Pisarei e fasò gereicht, können aber auch mit anderen dickflüssigen Saucen serviert werden. Sie sind ein Beispiel dafür, wie Lebensmittelreste aus der Sparsamkeit der bäuerlichen Kultur zu neuen einfachen Speisen verwandelt wurden, die als Festessen beispielsweise bei Hochzeiten aufgetischt werden.
Einer lokalen Legende nach durfte ein angehender Bräutigam seine zukünftige Braut nur dann heiraten, nachdem die Mutter des Bräutigams kontrolliert hatte, dass der rechte Daumen der zukünftigen Schwiegertochter mit einer Hornhaut überzogen war. Erst dann war sichergestellt, dass die Braut eine gute Hausfrau und Köchin war.

## Etymologie
Die Herkunft des Namens Pisarei ist nicht eindeutig geklärt. Die geläufigste Meinung ist, dass der Name sich aus dem Wort pisár (spanisch für drücken) ableitet und sich auf die Zubereitungstechnik bezieht. Eine andere Version besagt, dass der Name sich von bissa ableitet, was im Dialekt Schlange (italienisch biscia) bedeutet und sich an die lange dünne schlangenähnliche Teigform anlehnt, in die der Teig gebracht wird. Andere stellen wiederum eine Verbindung mit dem Wort  pisarell her, das im Dialekt gleichbedeutend mit dem männlichen Geschlechtsorgan ist, dem die Teigrolle ähneln soll.